# Кім Тхе Йон (футболіст, 1970)
Кім Тхе Йон (кор. 김태영, 金泰映, нар. 8 листопада 1970, Кохин) — південнокорейський футболіст, що грав на позиції захисника. По завершенні ігрової кар'єри — тренер. З 2009 року очолює тренерський штаб молодіжної збірної Південної Корея (U-20).
Виступав за клуб «Чоннам Дрегонс», а також національну збірну Південної Кореї.

## Клубна кар'єра
Народився 8 листопада 1970 року в місті Кохин. Вихованець футбольної команди Університету Dong-A.
У дорослому футболі дебютував 1995 року виступами за команду клубу «Чоннам Дрегонс», кольори якої і захищав протягом усієї своєї кар'єри гравця, що тривала одинадцять років. Більшість часу, проведеного у складі «Чоннам Дрегонс», був основним гравцем захисту команди.

## Виступи за збірну
У 1992 році дебютував в офіційних матчах у складі національної збірної Південної Кореї. Протягом кар'єри у національній команді, яка тривала 13 років, провів у формі головної команди країни 106 матчів, забивши 3 голи.
У складі збірної був учасником чемпіонату світу 1998 року у Франції, розіграшу Золотого кубка КОНКАКАФ 2000 року у США, кубка Азії з футболу 2000 року у Лівані, на якому команда здобула бронзові нагороди, розіграшу Кубка конфедерацій 2001 року в Японії і Південній Кореї, розіграшу Золотого кубка КОНКАКАФ 2002 року у США, чемпіонату світу 2002 року в Японії і Південній Кореї, кубка Азії з футболу 2004 року у Китаї.

## Кар'єра тренера
Розпочав тренерську кар'єру невдовзі по завершенні кар'єри гравця, 2006 року, увійшовши до тренерського штабу команди Університету Вандонг, де пропрацював з 2006 по 2007 рік.
З 2009 року очолює тренерський штаб молодіжної збірної Південної Корея (U-20).
| Дата       | Місто                  | Господарі          | Результат             | Гості             | Турнір                            | Голи | Примітки |
| ---------- | ---------------------- | ------------------ | --------------------- | ----------------- | --------------------------------- | ---- | -------- |
| 22-10-1992 | Аньян (Китай)          | Південна Корея     | 0 – 0                 | ОАЕ               | товариський матч                  | -    |          |
| 9-3-1993   | Ванкувер               | Канада             | 0 – 2                 | Південна Корея    | товариський матч                  | 1    |          |
| 11-3-1993  | Вікторія               | Канада             | 2 – 0                 | Південна Корея    | товариський матч                  | -    |          |
| 28-4-1993  | Ульсан                 | Південна Корея     | 2 – 2                 | Ірак              | товариський матч                  | -    | 62'      |
| 15-5-1993  | Бейрут                 | Гонконг            | 0 – 3                 | Південна Корея    | Відбір до ЧС 1994                 | -    |          |
| 5-6-1993   | Сеул                   | Південна Корея     | 4 – 1                 | Гонконг           | Відбір до ЧС 1994                 | -    |          |
| 7-6-1993   | Сеул                   | Південна Корея     | 2 – 0                 | Ліван             | Відбір до ЧС 1994                 | -    | 59'      |
| 9-6-1993   | Сеул                   | Південна Корея     | 7 – 0                 | Індія             | Відбір до ЧС 1994                 | 2    |          |
| 13-6-1993  | Сеул                   | Південна Корея     | 3 – 0                 | Бахрейн           | Відбір до ЧС 1994                 | -    |          |
| 19-6-1993  | Сеул                   | Південна Корея     | 1 – 2                 | Єгипет            | Кубок Президента 1993             | -    | 80'      |
| 28-6-1993  | Сеул                   | Південна Корея     | 0 – 1                 | Єгипет            | Кубок Президента 1993             | -    |          |
| 13-3-1996  | Загреб                 | Хорватія           | 3 – 0                 | Південна Корея    | товариський матч                  | -    | 45'      |
| 19-3-1996  | Дубай (місто)          | ОАЕ                | 3 – 2                 | Південна Корея    | Кубок Еміратів 1996               | -    | 67'      |
| 18-1-1997  | Мельбурн               | Південна Корея     | 1 – 0                 | Норвегія          | Турнір Opus                       | -    |          |
| 22-1-1997  | Брисбен                | Австралія          | 2 – 1                 | Південна Корея    | Турнір Opus                       | -    | 80'      |
| 25-1-1997  | Сідней                 | Південна Корея     | 3 – 1                 | Нова Зеландія     | Турнір Opus                       | -    | 65'      |
| 22-2-1997  | Гонконг                | Гонконг            | 0 – 2                 | Південна Корея    | Відбір до ЧС 1998                 | -    |          |
| 2-3-1997   | Бангкок                | Таїланд            | 1 – 3                 | Південна Корея    | Відбір до ЧС 1998                 | -    | 79'      |
| 23-4-1997  | Пекін                  | КНР                | 0 – 2                 | Південна Корея    | Щорічний матч Корея-Китай         | -    | 81'      |
| 21-5-1997  | Токіо                  | Японія             | 1 – 1                 | Південна Корея    | товариський матч                  | -    | 46'      |
| 14-6-1997  | Сувон                  | Південна Корея     | 3 – 0                 | Гана              | Кубок Кореї 1997                  | -    | 63'      |
| 24-8-1997  | Тегу                   | Південна Корея     | 4 – 1                 | Таджикистан       | товариський матч                  | -    |          |
| 30-8-1997  | Сеул                   | Південна Корея     | 0 – 0                 | КНР               | Щорічний матч Корея-Китай         | -    | 67'      |
| 6-9-1997   | Сеул                   | Південна Корея     | 3 – 0                 | Казахстан         | Відбір до ЧС 1998                 | -    |          |
| 4-10-1997  | Сеул                   | Південна Корея     | 3 – 0                 | ОАЕ               | Відбір до ЧС 1998                 | -    |          |
| 11-10-1997 | Алмати                 | Казахстан          | 1 – 1                 | Південна Корея    | Відбір до ЧС 1998                 | -    |          |
| 27-1-1998  | Бангкок                | Єгипет             | 0 – 2                 | Південна Корея    | Кубок Короля 1998                 | -    | 54'      |
| 29-1-1998  | Бангкок                | Таїланд            | 0 – 2                 | Південна Корея    | Кубок Короля 1998                 | -    | 55'      |
| 31-1-1998  | Бангкок                | Південна Корея     | 1 – 1 д.ч. (5-4 п.п.) | Єгипет            | Кубок Короля 1998                 | -    | 71'      |
| 7-2-1998   | Окленд (Нова Зеландія) | Нова Зеландія      | 0 – 1                 | Південна Корея    | товариський матч                  | -    | 46'      |
| 11-2-1998  | Сідней                 | Австралія          | 3 – 1                 | Південна Корея    | товариський матч                  | -    | 85'      |
| 4-3-1998   | Йокогама               | Південна Корея     | 2 – 1                 | КНР               | Кубок Династії 1998               | -    | 84'      |
| 7-3-1998   | Токіо                  | Південна Корея     | 1 – 0                 | Гонконг           | Кубок Династії 1998               | -    | 71'      |
| 1-4-1998   | Сеул                   | Південна Корея     | 2 – 1                 | Японія            | товариський матч                  | -    |          |
| 15-4-1998  | Братислава             | Словаччина         | 0 – 0                 | Південна Корея    | товариський матч                  | -    |          |
| 18-4-1998  | Скоп'є                 | Північна Македонія | 2 – 2                 | Південна Корея    | товариський матч                  | -    | 90'      |
| 16-5-1998  | Сеул                   | Південна Корея     | 2 – 1                 | Ямайка            | товариський матч                  | -    |          |
| 19-5-1998  | Сеул                   | Південна Корея     | 0 – 0                 | Ямайка            | товариський матч                  | -    | 46'      |
| 4-6-1998   | Сеул                   | Південна Корея     | 1 – 1                 | КНР               | Щорічний матч Корея-Китай         | -    | 63'      |
| 13-6-1998  | Ліон                   | Південна Корея     | 1 – 3                 | Мексика           | ЧС 1998 - 1-й етап                | -    |          |
| 20-6-1998  | Марсель                | Нідерланди         | 5 – 0                 | Південна Корея    | ЧС 1998 - 1-й етап                | -    | 53'      |
| 25-6-1998  | Париж                  | Бельгія            | 1 – 1                 | Південна Корея    | ЧС 1998 - 1-й етап                | -    | 48'      |
| 28-3-1999  | Сеул                   | Південна Корея     | 1 – 0                 | Бразилія          | товариський матч                  | -    | 77'      |
| 5-6-1999   | Сеул                   | Південна Корея     | 1 – 2                 | Бельгія           | товариський матч                  | -    |          |
| 12-6-1999  | Сеул                   | Південна Корея     | 3 – 1                 | Мексика           | Кубок Кореї 1999                  | -    |          |
| 15-6-1999  | Сеул                   | Південна Корея     | 0 – 0                 | Єгипет            | Кубок Кореї 1999                  | -    |          |
| 19-6-1999  | Сеул                   | Південна Корея     | 1 – 1                 | Хорватія          | Кубок Кореї 1999                  | -    |          |
| 21-1-2000  | Окленд (Нова Зеландія) | Нова Зеландія      | 0 – 1                 | Південна Корея    | товариський матч                  | -    |          |
| 23-1-2000  | Палмерстон-Норт        | Нова Зеландія      | 0 – 0                 | Південна Корея    | товариський матч                  | -    |          |
| 15-2-2000  | Лос-Анджелес           | Канада             | 0 – 0                 | Південна Корея    | Кубок КОНКАКАФ 2000 - 1-й етап    | -    | 31'      |
| 17-2-2000  | Лос-Анджелес           | Південна Корея     | 2 – 2                 | Коста-Рика        | Кубок КОНКАКАФ 2000 - 1-й етап    | -    |          |
| 26-4-2000  | Сеул                   | Південна Корея     | 1 – 0                 | Японія            | товариський матч                  | -    | 68' 72'  |
| 4-10-2000  | Абу-Дабі               | ОАЕ                | 1 – 1 д.ч. (3-2 п.п.) | Південна Корея    | Кубок LG                          | -    |          |
| 7-10-2000  | Абу-Дабі               | Південна Корея     | 4 – 2                 | Австралія         | Кубок LG                          | -    | 80' 87'  |
| 19-10-2000 | Триполі (Ліван)        | Південна Корея     | 3 – 0                 | Індонезія         | Кубок Азії 2000 - 1-й етап        | -    |          |
| 23-10-2000 | Триполі (Ліван)        | Іран               | 1 – 2                 | Південна Корея    | Кубок Азії 2000 - чвертьфінал     | -    |          |
| 26-10-2000 | Бейрут                 | Південна Корея     | 1 – 2                 | Саудівська Аравія | Кубок Азії 2000 - півфінал        | -    |          |
| 24-1-2001  | Гонконг                | Південна Корея     | 2 – 3                 | Норвегія          | Кубок Carlsberg                   | -    |          |
| 27-1-2001  | Гонконг                | Парагвай           | 1 – 1 д.ч. (5-6 п.п.) | Південна Корея    | Кубок Carlsberg                   | -    |          |
| 11-2-2001  | Дубай (місто)          | ОАЕ                | 1 – 4                 | Південна Корея    | Кубок Еміратів 2001               | -    | 61'      |
| 24-4-2001  | Каїр                   | Південна Корея     | 1 – 0                 | Іран              | Кубок LG                          | -    |          |
| 26-4-2001  | Каїр                   | Єгипет             | 1 – 2                 | Південна Корея    | Кубок LG                          | -    |          |
| 25-5-2001  | Сувон                  | Південна Корея     | 0 – 0                 | Камерун           | товариський матч                  | -    |          |
| 30-5-2001  | Тегу                   | Франція            | 5 – 0                 | Південна Корея    | Кубок Конфедерацій                | -    | 74'      |
| 1-6-2001   | Ульсан                 | Південна Корея     | 2 – 1                 | Мексика           | Кубок Конфедерацій                | -    |          |
| 3-6-2001   | Сувон                  | Південна Корея     | 1 – 0                 | Австралія         | Кубок Конфедерацій                | -    |          |
| 13-9-2001  | Теджон                 | Південна Корея     | 2 – 2                 | Нігерія           | товариський матч                  | -    |          |
| 16-9-2001  | Пусан                  | Південна Корея     | 2 – 1                 | Нігерія           | товариський матч                  | -    |          |
| 8-11-2001  | Чонджу                 | Південна Корея     | 0 – 1                 | Сенегал           | товариський матч                  | -    |          |
| 10-11-2001 | Сеул                   | Південна Корея     | 2 – 0                 | Хорватія          | товариський матч                  | -    | 53'      |
| 13-11-2001 | Кванджу                | Південна Корея     | 1 – 1                 | Хорватія          | товариський матч                  | -    | 24'      |
| 19-1-2002  | Пасадена               | США                | 2 – 1                 | Південна Корея    | Кубок КОНКАКАФ 2002 - 1-й етап    | -    |          |
| 23-1-2002  | Пасадена               | Південна Корея     | 0 – 0                 | Куба              | Кубок КОНКАКАФ 2002 - 1-й етап    | -    |          |
| 27-1-2002  | Пасадена               | Мексика            | 0 – 0 д.ч. (2-4 п.п.) | Південна Корея    | Кубок КОНКАКАФ 2002 - чвертьфінал | -    |          |
| 30-1-2002  | Пасадена               | Коста-Рика         | 3 – 1                 | Південна Корея    | Кубок КОНКАКАФ 2002 - півфінал    | -    |          |
| 13-3-2002  | Туніс (місто)          | Туніс              | 0 – 0                 | Південна Корея    | товариський матч                  | -    |          |
| 26-3-2002  | Бохум                  | Південна Корея     | 0 – 0                 | Туреччина         | товариський матч                  | -    |          |
| 20-4-2002  | Тегу                   | Південна Корея     | 2 – 0                 | Коста-Рика        | товариський матч                  | -    | 66'      |
| 27-4-2002  | Інчхон                 | Південна Корея     | 0 – 0                 | КНР               | товариський матч                  | -    |          |
| 16-5-2002  | Пусан                  | Південна Корея     | 4 – 1                 | Шотландія         | товариський матч                  | -    |          |
| 4-6-2002   | Пусан                  | Південна Корея     | 2 – 0                 | Польща            | ЧС 2002 - 1-й етап                | -    |          |
| 10-6-2002  | Тегу                   | Південна Корея     | 1 – 1                 | США               | ЧС 2002 - 1-й етап                | -    |          |
| 14-6-2002  | Інчхон                 | Португалія         | 0 – 1                 | Південна Корея    | ЧС 2002 - 1-й етап                | -    | 24'      |
| 18-6-2002  | Теджон                 | Південна Корея     | 2 – 1                 | Італія            | ЧС 2002 - 1/8 фіналу              | -    | 17' 63'  |
| 22-6-2002  | Кванджу                | Іспанія            | 0 – 0 д.ч. (3-5 п.п.) | Південна Корея    | ЧС 2002 - чвертьфінал             | -    | 90'      |
| 25-6-2002  | Сеул                   | Німеччина          | 1 – 0                 | Південна Корея    | ЧС 2002 - півфінал                | -    |          |
| 29-6-2002  | Тегу                   | Південна Корея     | 2 – 3                 | Туреччина         | ЧС 2002 - матч за 3-тє місце      | -    | 46'      |
| 20-11-2002 | Сеул                   | Південна Корея     | 2 – 3                 | Бразилія          | товариський матч                  | -    |          |
| 29-3-2003  | Пусан                  | Південна Корея     | 0 – 0                 | Колумбія          | товариський матч                  | -    |          |
| 16-4-2003  | Сеул                   | Південна Корея     | 0 – 1                 | Японія            | товариський матч                  | -    |          |
| 31-5-2003  | Токіо                  | Японія             | 0 – 1                 | Південна Корея    | товариський матч                  | -    |          |
| 8-6-2003   | Сеул                   | Південна Корея     | 0 – 2                 | Уругвай           | товариський матч                  | -    | 79'      |
| 11-6-2003  | Сеул                   | Південна Корея     | 0 – 1                 | Аргентина         | товариський матч                  | -    |          |
| 25-9-2003  | Інчхон                 | Південна Корея     | 5 – 0                 | В'єтнам           | Відбір до Кубка Азії 2004         | -    |          |
| 27-9-2003  | Інчхон                 | Південна Корея     | 1 – 0                 | Оман              | Відбір до Кубка Азії 2004         | -    |          |
| 19-10-2003 | Маскат                 | В'єтнам            | 1 – 0                 | Південна Корея    | Відбір до Кубка Азії 2004         | -    |          |
| 21-10-2003 | Маскат                 | Оман               | 3 – 1                 | Південна Корея    | Відбір до Кубка Азії 2004         | -    |          |
| 24-10-2003 | Маскат                 | Непал              | 0 – 7                 | Південна Корея    | Відбір до Кубка Азії 2004         | -    | 45'      |
| 4-12-2003  | Токіо                  | Гонконг            | 1 – 3                 | Південна Корея    | Кубок Східної Азії 2003           | -    |          |
| 7-12-2003  | Сайтама                | Південна Корея     | 1 – 0                 | КНР               | Кубок Східної Азії 2003           | -    |          |
| 14-2-2004  | Ульсан                 | Південна Корея     | 5 – 0                 | Оман              | товариський матч                  | -    |          |
| 18-2-2004  | Сувон                  | Південна Корея     | 2 – 0                 | Ліван             | Відбір до ЧС 2006                 | -    | 30'      |
| 31-3-2004  | Мале (місто)           | Мальдіви           | 0 – 0                 | Південна Корея    | Відбір до ЧС 2006                 | -    | 61'      |
| 28-4-2004  | Інчхон                 | Південна Корея     | 0 – 0                 | Парагвай          | товариський матч                  | -    |          |
| 14-7-2004  | Сеул                   | Південна Корея     | 1 – 1                 | Тринідад і Тобаго | товариський матч                  | -    | 66'      |
| 19-7-2004  | Цзінань                | Південна Корея     | 0 – 0                 | Йорданія          | Кубок Азії 2004 - 1-й етап        | -    |          |
| Усього     |                        | Матчів             | 106                   |                   | Голів                             | 3    |          |

## Титули і досягнення
- Бронзовий призер Кубка Азії: 2000
- Переможець Кубка Східної Азії: 2003